# Національний фестиваль польської пісні в Ополі

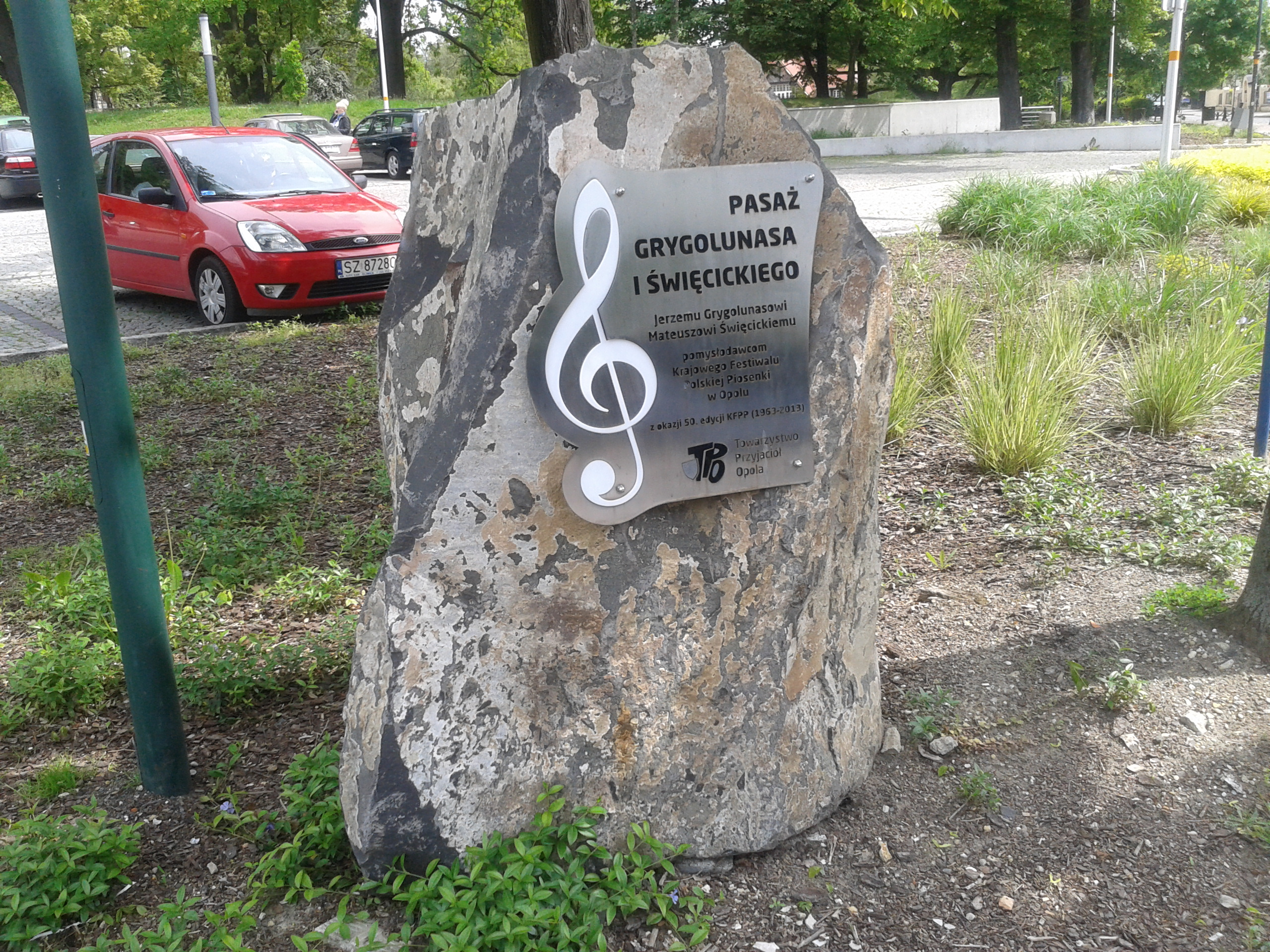
Пам'ятник, присвячений ідейним натхненникам фестивалю

Національний фестиваль польської пісні в Ополі (пол. Krajowy Festiwal Piosenki Polskiej w Opolu, KFPP) — щорічний музичний фестиваль у польському місті Ополе. Поряд із Сопотським фестивалем є одним із двох найважливіших музичних фестивалів у Польщі. Фестиваль в Ополі задуманий як підсумок досягнень польських піснярів і співаків за черговий прожитий рік. Це також найважливіша культурна подія в Ополі з понад 50-річною традицією. Зазвичай відбувається у другій половині червня (виключно в 1986 році пройшов у липні, а в 2010 та 2017 роках у вересні). До 2005 року тривав три (п'ятниця, субота, неділя), з 2011 року — два дні (п'ятниця і субота), а з 2013 — знову три дні. У 2016 році його подовжено додатковим днем (понеділок) стараннями польського телеканалу «Культура» і присвячено так званій альтернативній музиці. У 2018 планується теж чотири дні. На фестивалі виконуються як хіти минулого сезону, так і прем'єри пісень; є також конкурс естрадних дебютів.

## Історія
Заснований 1963 року з ініціативи журналістів Матеуша Свенцицького і Єжи Григолюнаса та міського керівника Ополя Кароля Мусіола. Перший раз його було організовано 19 червня 1963 року в новозбудованому амфітеатрі на о. Пасіка, відомому як «Амфітеатр тисячоліття» (пол. Amfiteatr Tysiąclecia). Амфітеатр збудовано з ініціативи мера Кароля Мусіола за проектом архітектора Флоріана Єсьоновського. Він став одним із символів міста і розміщений у тому місці, де колись стояло ранньослов'янське поселення. Виявивши там збережені залишки дерев'яних будинків і сліди мощених вулиць, археологи запропонували відкрити на тому місці музей стародавнього Ополя.
З 1964 року незмінно проводиться під патронатом польського радіо і телебачення, а також Товариства друзів Ополя (пол. Towarzystwo Przyjaciół Opola), а основні концерти (не рахуючи амфітеатру) відбуваються у музичному училищі та Опольському драматичному театрі ім. Яна Кохановського, тоді як супровідні заходи — у різних клубних залах міста. Єдиним роком, коли не проводився фестиваль, був 1982 рік — причиною цьому було запровадження воєнного стану у Польщі. До 1989 року програму фестивалю, особливо виступи в жанрі кабаре, контролювали комуністичні цензори з Головного управління контролю преси, публікацій та видовищ, а недопущенням на фестивалі небажаних політичних виступів займалося місцеве відділення Служби безпеки ПНР у рамках операції під кодовим ім'ям «Амфітеатр». Навесні 2011 року амфітеатр було реконструйовано, а його місткість скоротилася з 4800 до 3653 місць.
Ювілейний — п'ятдесятий — Національний фестиваль польської пісні відбувся 14-16 червня 2013 року. По 2016 рік огляд здобутків авторів і виконавців пісень за минулий рік проходив у вигляді концерту «СуперЄдинки» (пол. SuperJedynki). 2017 року через відмову митців 54-й Національний фестиваль польської пісні в Ополі не відбувся в заплановані строки.
З 1980-х фестиваль поширився на рок-музику, а з 2001 року включає і гіп-гоп.

## Відзнаки
На фестивалі присуджуються такі премії:
- «Каролінка» (пол. Karolinka): премія ім. Анни Янтар для переможця шоу «Дебюти» (пол. Debiuty),
- Гран-прі: приз голови правління Польського телебачення заслуженим виконавцям, авторам текстів, композиторам, який, як правило, вручають за творчість загалом:
  - 2003: Мариля Родович[3]
  - 2004: Budka Suflera[4]
  - 2005: Maanam[5]
  - 2006: Марек Грехута[6]
  - 2008: Войцех Млинарський[7]
  - 2009: гурт «Skaldowie»[8]
  - 2010: Зенон Лясковік[9]
  - 2011: Станіслав Сойка[10]
  - 2012: Єжи Дерфель[11]
  - 2013: Ikona Festiwalu (замість традиційного Гран-прі): призи голови правління Польського телебачення для знаменитостей, роками пов'язаних із фестивалем — найвидатніші постаті Опольського фестивалю були відзначені Польським телебаченням і містом Ополе: нагород удостоїлися вокалісти, музиканти, композитори та автори текстів — усього майже сотня осіб.
  - 2014: Едіта Гепперт[12]
  - 2015: Магда Умер[13]
  - 2016: Міхал Шпак — приз «Гран-прі публіки», присуджений глядачами конкурсу.
- «Кришталевий камертон» (пол. Kryształowy Kamerton): премія ім. Кароля Мусіола за найкращу прем'єру пісні, раніше присуджували члени журі, нині — шляхом глядацького голосування
- «СуперОдиничка» (пол. Superjedynka): заснована 2000 р., присуджується в кількох категоріях (зокрема, найкращий вокаліст, вокалістка, гурт, пісня, поп-альбом, рок-альбом, альбом гіп-гопу, альбом альтернативної музики, музичний кліп, музична подія року).